# Yetunde Onanuga
Yetunde Onanuga (sinh ngày 11 tháng 9 năm 1960) là một chính trị gia người Nigeria và là phó thống đốc của bang Ogun.

## Đời sống
Onanuga được sinh ra tại Bệnh viện Adeoyo ở Ibadan, thủ phủ của bang Oyo ở Nigeria. Cha bà là FT Fabamwo.
Bà được giáo dục ở bang Ogun và sau đó ở Lagos, nơi bà có được chứng chỉ giáo viên. Sau đó, bà đã hoàn thành bằng MBA tại Đại học bang Ogun.
Bà đã làm việc trong Bộ môi trường của bang Lagos khi bà được chọn làm người điều hành của thống đốc bang Ibikunle Amosun vào năm 2015. Amosun là ứng cử viên đang ngồi nhưng phó thống đốc trước đây của ông đã đào thoát khỏi một đảng đối lập. Amosun đã chọn Onanuga trong số ba ứng cử viên có thể.
Onanuga đã được bầu làm phó thống đốc.